# Arsacidi d'Armenia
La dinastia degli Arsacidi d'Armenia (Arshakuni), governò sul regno d'Armenia dal 52 al 428. La dinastia armena era legata a quella di Partia. I sovrani arsacidi regnarono in maniera discontinua nel periodo caotico che seguì la fine della dinastia artasside fino al 62, quando Tiridate I di Armenia consolidò il dominio arsacide in Armenia.
Una linea indipendente di sovrani venne instaurata da Vologase II di Armenia nel 180. Due degli eventi più importanti sotto il dominio arsacide per la storia dell'Armenia furono la conversione al Cristianesimo per opera di Gregorio Illuminatore nel 301 e la creazione dell'alfabeto armeno da parte di Mesrop Mashtots nel 405.

## I primi Arsacidi
Il primo avvento di un Arsacide sul trono d'Armenia avvenne nel 12 quando il re parto Vonone I fu esiliato a causa dei suoi sentimenti filo-romani e per la sua eccessiva predilezione per le maniere occidentali. Egli ottenne dopo l'esilio il titolo di sovrano d'Armenia con il consenso dei Romani, ma il successivo sovrano partico, Artabane II, ne chiese la deposizione. Poiché Augusto non intendeva inasprire la critica situazione con i Parti, Vonone I venne deposto e inviato in esilio in Siria, presso Antiochia. Senza perdere tempo Artabane, dopo il breve regno di Artaxias III, propose come candidato al trono d'Armenia suo figlio Arsaces, contro il quale però si propose il figlio minore di Artabane, Orode. Augusto, per tutta risposta, rinforzò la presenza militare romana ai confini con la Partia e l'Armenia fu nuovamente per anni teatro di duri scontri tra due delle potenze più importanti del mondo allora conosciuto. Tiberio inviò come pretendente al trono un Ibero di nome Mitridate che si proclamava appartenente alla dinastia Arsacide. Costui riuscì a deporre Arsaces a prezzo di una guerra sanguinosa. 
Inaspettatamente il vincitore Mitridate venne richiamato a Roma e lì imprigionato, e l'Armenia tornò sotto il dominio dei Parti con Orode, figlio di Artabane II.
Alla morte di quest'ultimo scoppiò un nuovo conflitto quando Mitridate tornò a rivendicare il trono d'Armenia ottenendolo grazie anche all'aiuto di suo fratello, Farasmane I d'Iberia. La guerra per il trono armeno continuò quando Gotarze si impossessò del trono nel 45. Nel 51 Radamisto, nipote di Mitridate, invase l'Armenia ed uccise suo zio. L'allora governatore romano della Cappadocia decise di conquistare l'Armenia ma offrì il trono a Radamisto, ricevendone una degna ricompensa. Il re partico Vologase I approfittò del momento per invadere l'Armenia e scacciare gli Iberi dalla regione, ma dovette a sua volta ritirarsi consegnando nuovamente il trono a Radamisto. Nonostante godessero del consenso di Claudio in persona, i sovrani iberi al trono d'Armenia furono così crudeli da provocare una sommossa nella quale il palazzo reale fu messo a ferro e fuoco costringendo alla fuga lo stesso usurpatore. Il trono d'Armenia passò quindi nelle mani di Tiridate, fratello minore di Vologase.

## Tra Roma e la Partia
Preoccupato per la presenza così massiccia dei Parti alle porte dell'Impero, Nerone inviò il suo generale Gneo Domizio Corbulone al comando di un imponente esercito per stabilizzare la situazione, instaurando un nuovo sovrano fedele a Roma.
Tiridate fuggì dall'Armenia e i Romani imposero sul trono Tigrane VI, il quale invase successivamente il regno di Adiabene, alleato e protetto dai Parti nel 61. Vologase considerò l'invasione un atto di aggressione da parte di Roma e avviò una nuova campagna militare per riportare Tiridate sul trono d'Armenia. Dopo la battaglia di Rhandeia, Corbulo scese a patti con Vologase, riconoscendo la sovranità di Tiridate che in cambio avrebbe dovuto sottomettersi a Roma. Accettato l'accordo, Tiridate mantenne il regno e venne incoronato direttamente dall'imperatore Nerone. Il regno di Tiridate terminò intorno al 110 con la sua morte o forse con una deposizione. Re Osroe I invase l'Armenia e pose sul trono suo nipote, Assidare, figlio del re Pacoro II.
Questa nuova intromissione sulla sfera di influenza dell'Impero Romano portò ad un nuovo periodo di conflitto aperto contro Roma e contro il nuovo imperatore Traiano. Questi marciò verso l'Armenia nell'ottobre del 113 e, dopo aver conquistato l'importante centro di Arsamosata, dichiarò l'Armenia una provincia romana, che venne governata insieme alla Cappadocia, da Catilio Severo della gens Claudia.
Una nuova sommossa organizzata da un pretendente partico di nome Sanatruce venne totalmente sedata, anche se, poco prima della morte di Traiano, il sovrano partico Vologese III di Partia riuscì a conquistare un consistente porzione del territorio della nuova provincia romana.